# Natacha Amal
Natacha Amal (Bruxelles, 4 settembre 1968) è un'attrice belga.

## Biografia
È famosa sia in Francia che in Italia per aver interpretato il ruolo del procuratore Elisabeth Brochène nella serie TV Il giudice e il commissario. Gli episodi della serie tv, in Italia sono andati in onda come veri e propri film tv.

## Vita privata
Sposata dal 1997 al 2007 con il regista e produttore belga Claude Rappe, lei e Rappe sono due sopravvissuti dello tsunami del 26 dicembre 2004.

## Filmografia

### Cinema
- Pentimento, regia di Tonie Marshall (1989)
- Les Clés du paradis, regia di Philippe de Broca (1991)
- Le Nombril du monde, regia di Ariel Zeitoun (1993)
- Dracula mon amour, regia di Serge Abi-Yaghi - cortometraggio (1993)
- Dans la cour des grands, regia di Florence Strauss (1995)
- Une femme très très très amoureuse, regia di Ariel Zeitoun (1997)
- Le Bal masqué, regia di Julien Vrebos (1998)
- Gialloparma, regia di Alberto Bevilacqua (1999)
- 8 donne e ½ (8½ Women), regia di Peter Greenaway (1999)
- Voyous voyelles, regia di Serge Meynard (1999)
- Le Prof, regia di Alexandre Jardin (2000)
- Réglement de contes, regia di Jeremy Banster - cortometraggio (2000)

### Televisione
- Morte fontaine, regia di Marco Pico – film TV (1989)
- Commissario Navarro (Navarro) – serie TV, episodio 3x10 (1991)
- Nestor Burma – serie TV, episodio 3x02 (1993)
- Julie Lescaut – serie TV, episodio 4x05 (1995)
- Les chiens ne font pas des chats, regia di Ariel Zeitoun – film TV (1996)
- Mission protection rapprochée – serie TV (1997)
- Frères et flics – serie TV (1998)
- Mai con i quadri – miniserie TV (1999)
- Vertiges – serie TV, 2 episodi (2000-2001)
- Napoléon – miniserie TV, 1 puntata (2002)
- Huis clos, regia di Robert Hossein – film TV (2002)
- Le Bleu de l'océan – miniserie TV, 5 puntate (2003)
- Ariane Ferry – serie TV, episodio 1x04 (2004)
- Le Juge – miniserie TV (2005)
- Mes deux maris, regia di Henri Helman – film TV (2005)
- Un beau salaud, regia di Eric Civanyan – film TV (2005)
- Premier suspect, regia di Christian Bonnet – film TV (2006)
- Il commissario Moulin (Commissaire Moulin) – serie TV, 22 episodi (1993-2006)
- Panique au ministère, regia di Arnaud Emery – film TV (2009)
- Il giudice e il commissario (Femmes de loi) – serie TV, 45 episodi (2000-2009)
- Un bébé pour mes 40 ans, regia di Pierre Joassin – film TV (2010)
- Nos chers voisins – serie TV, 1 episodio (2013)

## Doppiatrici italiane
- Rita Savagnone in Gialloparma